# ميهراجودين وادو
ميهراجودين وادو (12 فبراير 1984 بسريناغار في الهند - ) هو لاعب كرة قدم هندي في مركز الوسط. شارك مع منتخب الهند لكرة القدم. أما مع النوادي، فقد لعب مع سبورتينغ غوا ونادي إيست بنغال ونادي تشينايين ونادي سالغاوكار ونادي موهون باغان ونادي محمدان ونادي مدينة بونه لكرة القدم وBharat FC ‏ وHindustan Aeronautics Limited SC ‏.

## وصلات خارجية
- ميهراجودين وادو على موقع الاتحاد الدولي (مؤرشف)  (الإنجليزية)
- ميهراجودين وادو على موقع ناشيونال فوتبول تيمز (الإنجليزية)
- ميهراجودين وادو على موقع Soccerway.com (الإنجليزية)